# Kelly O'Donnell
Kelly O'Donnell (17 de mayo de 1965) es una periodista estadounidense. Es la corresponsal de la cadena NBC en la Casa Blanca y el Capitolio y se encarga de informar acerca de actualidad política. Aparece en NBC Nightly News, Today, Meet The Press y MSNBC.

## Carrera
O'Donnell se graduó de la Universidad del Noroeste  en 1987 con una grado en Ciencias de la Educación, al mismo tiempo que se centró en un curso combinado de estudios en periodismo y políticas públicas.
Trabajó como reportera y presentadora en WJW TV en Cleveland, Ohio, en la década de 1990. Durante aquel periodo, O'Donnell trabajó con el ex-reportero de la NBC Martin Savidge cuando WJW todavía era una estación de CBS en Cleveland.
A partir de 1994, O'Donnell cubrió una gran variedad de historias como corresponsal de la cadena NBC en Nueva York y Los Ángeles.
O'Donnell fue una panelista habitual en ''El show de Chris Mathews'' hasta que este fue cancelado. Ejerció el trabajo de presentadora de noticias y presentadora sustituta en el programa Weekend Today y en la edición de fin de semana de Nightly News. También colaboró en reportajes con Dateline NBC. Durante el segundo mandato de George W. Bush fue la corresponsal de Noticias NBC en la Casa Blanca. Después de la campaña presidencial de 2008, se convirtió en la corresponsal de Noticias NBC en Capitol Hill.
O'Donnell ha cubierto la administración Bush, el Congreso y varias campañas presidenciales. En 2016, fue la primera periodista en informar en televisión que Hillary Clinton había llamado por teléfono a Donald Trump para reconocer su derrota en la elección presidencial. Durante la guerra de Irak, estuvo acompañando a la 3.ª División de Infantería, la cual estuvo estacionada en Bagdad y Qatar. Adicionalmente, O'Donnell ha cubierto una amplia variedad de acontecimientos, incluidos los ataques del 11 de septiembre, el desastre del transbordador espacial Columbia, el atentado de Oklahoma City y el juicio de OJ Simpson. O'Donnell también informó acerca de las visitas papales y la posterior muerte del Papa Juan Pablo II.

## Honores
O'Donnell fue incluida en el Salón de la Fama del Periodismo de Cleveland (Cleveland Journalism Hall of Fame) en 2011  y en el Salón de la Fama de las Emisoras de Radio y Televisión de Ohio (Ohio Radio/TV Broadcasters Hall of Fame) en 2004.
En el año 2014 recibió el premio Alumnae Award 2014 y en 2010 el premio Alumni Merit de la universidad Northwestern. En 2017, O'Donnell recibió la Medalla Alumni de la universidad Northwestern, el honor más alto otorgado por la Asociación de Antiguos Alumnos de la universidad Northwestern.
A lo largo de su carrera, ha recibido gran cantidad de honores y premios, incluyendo premios Emmy, un premio National Headliner, el premio New Hampshire Primary Award for Political Reporting y los premios del Club de Prensa de Los Ángeles.
En el año 2021, fue elegida presidenta de la Asociación de Corresponsales de la Casa Blanca durante el periodo 2023-2024.

## Vida personal
O'Donnell creció en Mentor, Ohio. Se graduó en la Villa Angela Academy (ahora Villa Angela-St. Joseph High School), una escuela católica ubicada en Cleveland.
O'Donnell tiene la ciudadanía irlandesa, ya que sus abuelos procedían de Irlanda. Está casada con J. David Ake.